# Jean-Baptiste François Albert
Jean-Baptiste François Albert est un homme politique français né le 11 novembre 1759 à La Rochefoucauld (Charente) et mort le 22 juillet 1837 à Angoulême (Charente).

## Biographie
Jean-Baptiste François Albert naît le 11 novembre 1759 à La Rochefoucauld. Il est le fils de Pierre Albert, procureur du roi, et de son épouse, Jeanne Marivaud.
Avocat à Angoulême, il est nommé juge au tribunal de cassation. Il est député de la Charente de 1815 à 1824, siégeant dans la majorité de la Chambre introuvable, puis au centre. En mars 1816, il est nommé président du tribunal civil d'Angoulême.
Il meurt le 22 juillet 1837 à Angoulême. Il est inhumé au cimetière de Bardines d'Angoulême.

## Sources
- « Jean-Baptiste François Albert », dans Adolphe Robert et Gaston Cougny, Dictionnaire des parlementaires français, Edgar Bourloton, 1889-1891 [détail de l’édition]
- Jean-Claude Farcy, Rosine Fry, Annuaire rétrospectif de la magistrature XIXe – XXe siècles, Centre Georges Chevrier (Université de Bourgogne/CNRS), 12 juin 2010.